# 乙部泉三郎
乙部 泉三郎（おとべ せんざぶろう、1897年 - 1977年）は、東京府出身の図書館員。第2代県立長野図書館長（1932年-1949年）。

## 経歴
旧制京華中学を経て、東京帝国大学文学部教育学科卒業。1922年（大正11年）に南満州鉄道奉天図書館司書となり、1923年（大正12年）に南満州鉄道撫順図書館長となった。1929年（昭和4年）に県立長野図書館が開館すると司書となり、1932年（昭和7年）に第2代館長となった。農山村地域への青年団の設置を奨励し、簡易図書館の建設を推進した。太平洋戦争の戦況が悪化すると、帝国図書館の蔵書の疎開先として県立長野図書館を提供した。1949年（昭和24年）に館長を退任し、叶澤清介に後を任せた。館長退任後には、泉式全音速記術の普及振興や、長野県の郷土史研究を行った。

## 著書
- 『明治天皇の御巡幸 信州少年少女読本』信濃毎日新聞社、1934年
- 『農村図書館の採るべき道』県立長野図書館、1936年
- 『青年団が図書館を設置するには』県立長野図書館、1937年
- 『町村図書館の新経営-長野県下図書館の為の-』県立長野図書館、1939年
- 『図書館の実際的運営』東洋図書、1939年
- 『ひらがな速記術獨習』大日本法令出版、1941年
- 『自主的青年団の経営』アルプス書房、1946年
- 『青年弁論集』信友社出版部、1948年
- 『習字上達法』信友社、1951年
- 『長野県の自治を担う人々』信越弘告社、1955年